# ССВ-33 «Урал»
Великий атомний розвідувальний корабель «Урал» (ССВ-33) — радянський розвідувальний корабель, єдиний корабель проекту 1941 «Титан» (за кодифікуванням НАТО — Kapusta).
Призначався для розвідки ракетних пусків США у Тихому океані. На відміну від радянських суден, які класифікувалися як кораблі командно-вимірювального комплексу, ССВ-33 мав активні радари: РЛС «Атол» (для спостереження за складними балістичними цілями) і РЛС «Неман» (для відстеження запусків балістичних ракет, стеження за супутниками).
ССВ-33, як Судно спеціального призначення, не мало і досі не має аналогів у військових флотах — найбільший у світі корабель-розвідник і єдиний з них з ядерною енергетичною установкою; один з найбільших військових кораблів у СРСР — поступається розмірами тільки авіаносним крейсерам проекту 1143, найбільші у Радянському Союзі атомні ракетні крейсери проекту 1144 менші за «Урал» по тоннажу щонайменше на 10 тисяч тон.
Ядерна енергетична установка корабля аналогічна до атомних ракетних крейсерів типу «Орлан». Відсутність ударного озброєння і розвинена надбудова дозволили розмістити на кораблі велику кількість систем радіоелектронної розвідки, спостереження і зв'язку.
Корабель був закладений 25 червня 1981 року, включений до складу флоту у 1989 році, виведений з експлуатації у 1993 році. З 2008 року очікує на утилізацію.

## Історія створення
Важливою умовою забезпечення високої бойової готовності Військово-морського флоту СРСР в розпал холодної війни стала систематична морська радіоелектронна розвідка сил «імовірного противника». Вона здійснювалася з метою завчасного розкриття можливої загрози з океанських і морських напрямів і вироблення адекватних заходів у відповідь. У 1960-х роках кораблі радіоелектронної розвідки були включені в загальну систему бойової служби кораблів ВМФ СРСР. Розвідувальні кораблі у взаємодії з бойовими надводними кораблями, підводними човнами, береговими частинами розвідки або самостійно систематично, на постійній основі вирішували розвідувальні завдання в океанських районах і морських зонах. Остаточно систематична морська радіоелектронна розвідка була вибудувана і налагоджена до початку 1970-х років. Для ведення морської РЕР до складу ВМФ надходили розвідувальні кораблі (РЗК), чисельність яких на флотах стрімко зростала. Втім серйозною перешкодою для радянського ВМФ в цілому і для кораблів розвідки зокрема стала відсутність пунктів матеріально-технічного забезпечення і військово-морських баз в Атлантиці і Тихому океані. Через складні міжнародні стосунки з країнами, на території яких могли бути побудовані такі об'єкти, у СРСР пішли іншим шляхом: у 1975 році почали роботу над універсальним розвідувальним комплексом «Корал», що мав здійснювати виявлення, вимірювання і спостереження за пусками балістичних ракет, а також одночасно вести радіотехнічну розвідку. Платформою для «Корала» мав стати унікальний корабель з ядерною енергетичною установкою, що забезпечувала би судну необмежену дальність ходу.
За популярною версією, «Урал» замислювався радянським керівництвом значною мірою у відповідь на розгортання нових американських міжконтинентальних балістичних ракет MX і Minuteman III, з метою спостереження за ракетним полігоном на атолі Кваджалейн (острів Мек) в Тихому океані, по якому здійснювалися пуски МБР із стартових майданчиків у Каліфорнії (утім Кваджелейн став науково-дослідним центром ВМС і ВПС США тільки у 1983 році). Радянські кораблі командно-вимірювального комплексу (офіційно — науково-дослідні судна) «Академік Сергій Корольов», «Космонавт Юрій Гагарін» та «Космонавт Володимир Комаров», були оснащені спеціальними контрольно-вимірювальними комплексами для спостереження за космічними об'єктами без засобів активної радіолокації, і вони не могли здійснювати контроль за Кваджалейном. Таким чином, виникла необхідність у кораблі спеціального призначення, який був би здатний збирати весь обсяг доступної інформації про будь-який субкосмічний об'єкт на будь-якій ділянці його траєкторії в будь-якому районі земної кулі.
У 1977 році ЦК КПРС і Рада міністрів СРСР прийняли Постанову про створення корабля проекту 1941, який при закладці отримав назву «Урал» (заводський № С-810), із системою спеціальних технічних засобів розвідки «Корал». Корабель був спроектований у Ленінградському ЦКБ «Айсберг» (головний конструктор Олександр Василевський, а після його смерті у 1978 році — Володимир Тарасов). Судно було закладене 25 червня 1981 року на стапелі «А» Балтійського заводу імені С. Орджонікідзе в Ленінграді. Головним розробником системи «Корал» стало ОКБ «Вимпел» (головний конструктор Михайло Архаров). До створення системи «Корал» було залучено понад 200 науково-дослідних інститутів, конструкторських бюро, заводів-виготовлювачів і монтажно-налагоджувальних організацій. Головною організацією з проведення монтажно-налагоджувальних робіт на комплексах і системі «Корал» у цілому, проведення заводських випробувань, забезпечення державних випробувань та зі здачі системи Військово-морського флоту було призначене виробниче об'єднання «Граніт».
Конструктор «Корала» Михайло Архаров наполягав на будівництві корабля-платформи для своєї апаратури довжиною 400 метрів. Це приблизно на 70 метрів більше ніж довжина американського атомного авіаносця «Німіц» і на 150 метрів більше ніж найбільші радянські атомні крейсери проекту «Орлан». Досвіду будівництва кораблів такого класу радянська промисловість не мала, тож остаточними узгодженими розмірами корпусу судна були визначені довжина 265 м, ширина 30 м, осадка 7,5 м. Через неузгодженість позицій проектантів комплексу «Корал», власне корабля та заводу-виробника будівництво корабля значно затягнулося. «Урал» був спущений на воду в травні 1983 року, державні випробування завершилися тільки в грудні 1988 року.
У 1988 році «Урал» мав відвідати Генеральний секретар ЦК КПРС Михайло Горбачов. Для нього спеціально пофарбували корабель з боку пірса, зрізали частину надбудови і поставили трап, щоб зручно було піднятися на третій ярус. Але все це виявилося марним: на корабель генсек так і не піднявся.[джерело?] Акт про прийняття до складу ВМФ корабля з системою «Корал» був підписаний 6 січня 1989 року. У серпні того ж року «Урал» почав перехід до постійного місця базування на Тихоокеанський флот.
«Урал» був не єдиним закладеним кораблем проекту 1941. Трохи пізніше після закладки корпусу з заводським номером «810» почалася підготовка до будівництва другого корабля проекту «Титан», але він так і не був побудований — будівництво другого корабля з заводським № С-811 закінчилося на стадії складання однієї з секцій корпусу: командування ВМФ виступало проти вимог Генерального штабу і ГРУ про будівництво другого борту проекту 1941, пояснюючи це відсутністю виробничих потужностей для закладки атомних ракетних крейсерів проекту 1141 і атомних криголамів типу «Сибір». Тож незабаром роботи зупинили, а зібрану секцію порізали на метал. Другий, так і не побудований, корабель проекту призначався для Північного флоту, ймовірно для бойової служби в Атлантичному океані.

## Конструкція та обладнання

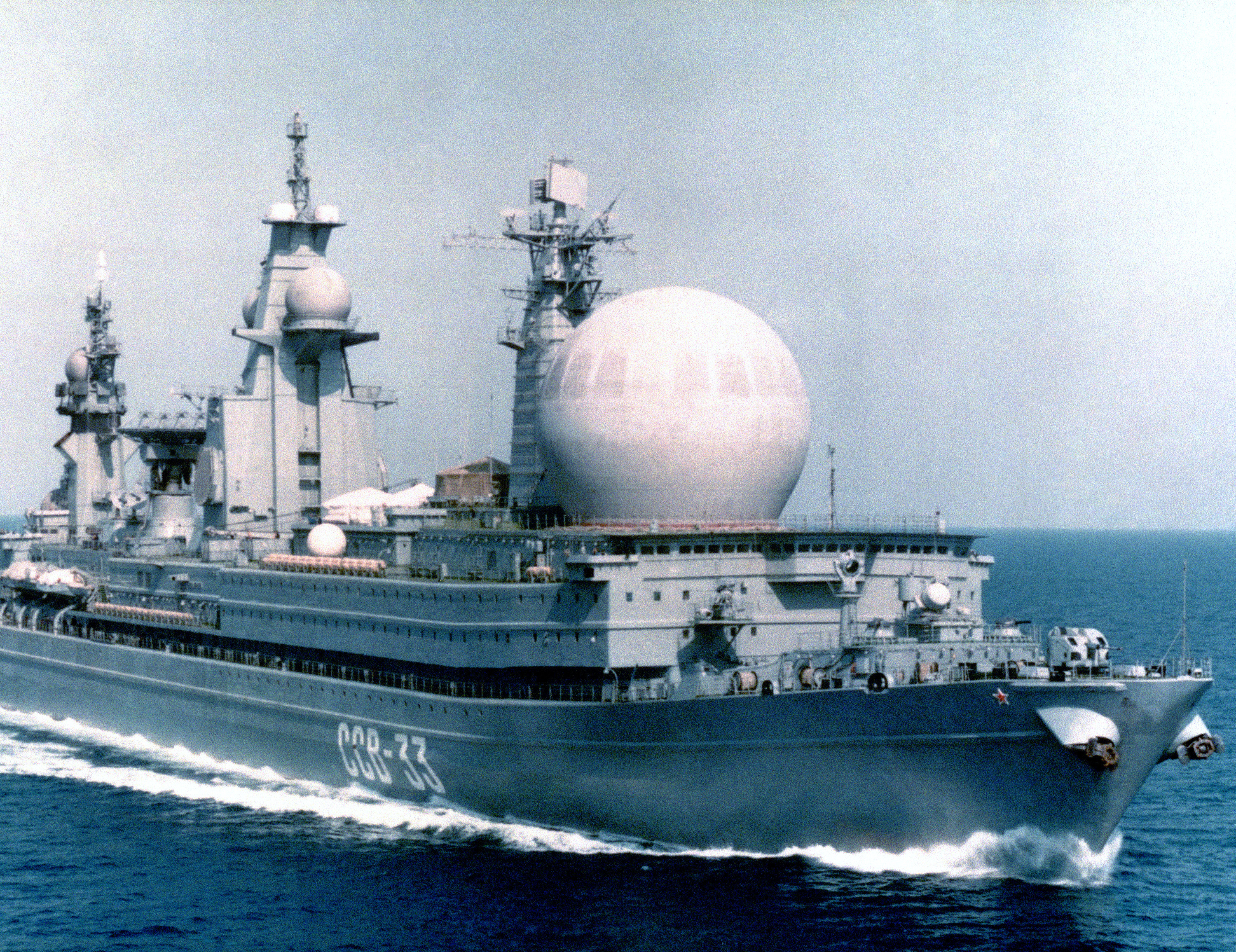
ССВ-33 «Урал» під час переходу до місця постійного базування. 1989 рік

### Корпус і надбудова
За однією версією, корпус і ядерна енергетична установка «Урала» аналогічні до атомних ракетних крейсерів проекту 1144 «Орлан». Існує також версія, що за основу корабля проекту 1941 був узятий корпус рудовоза. Ймовірно, витоки цієї думки виникли з того факту, що, як правило, кораблі командно-вимірювального комплексу проектів 1908—1909 (наприклад, «Космонавт Юрій Гагарін») справді будувалися за таким принципом, тільки не на базі балкерів, а танкерів.
У масивній триярусній надбудові над корпусом корабля і в просторих щоглах розташовувалися численні житлові приміщення (екіпаж корабля складався з 890—950 осіб, з них не менше 400 — офіцери і мічмани), бойові пости управління і пости-лабораторії з розвідувальною апаратурою.
Корабель мав постійний вроджений крен — 2 градуси на лівий борт, що обумовлювалося більш розвиненою надбудовою саме на лівому борту. Крен мав компенсуватися корабельними системами. Під час переходу корабля до місця дислокації на Тихий океан крен на лівий борт зріс до п'яти градусів, його так і не вдалося ліквідувати.

### Ядерна енергетична установка
ЦКБ «Айсберг» спроектувало корабель під свою класичну атомну енергетичну установку для військових кораблів з реакторами КН-3, створену на базі криголамних реакторів типу ОК-900. Ядерні реактори двоконтурні, водно-водяні, на теплових нейтронах. У ролі сповільнювача і теплоносія застосовувалася вода високої чистоти — бідистилят, яка під великим тиском (близько 200 атмосфер) циркулювала через активну зону реакторів, забезпечуючи кипіння другого контуру, який давав пару на турбіни. Теплова потужність реакторів — по 171 МВт кожен. Пара з другого контуру реакторів подавалася на головні турбозубчасті агрегати ГТЗА-688, які давали потужність по 23 тис. кінських сил. Крім того, вироблене реакторами тепло йшло на забезпечення електроенергією радіоелектронного обладнання корабля. У ролі допоміжної силової установки проект 1941 мав два парові котли ВДРК-500 (КВГ-2), які працювали на мазуті — у носовому й кормовому машинних відділеннях. Резервна енергетична установка призначалася для використання в місцях базування і якірних стоянок, які не мають засобів енергозабезпечення.
У період виведення на фізичний пуск одного з двох реакторів з'ясувалося, що одна з решіток, що використовуються для його глушіння, не працює в режимі самоходу — у разі аварії вона не може автоматично заглушити реактор. Було вирішено розібрати реактор безпосередньо на Балтійському заводі, який розташований на Васильєвському острові, практично в історичному центрі Ленінграда. Оскільки реактор ще не виходив на мінімальну контрольовану потужність, випромінювання від нього було невеликим. Розкритий реактор обстежили, але причини дефекту не виявили, — решітка у режимі самоходу так і не спрацьовувала — її можна було опускати лише примусово. Зрештою було вирішено дозволити кораблю ходити в море з цим дефектом, який знижував ядерну безпеку «Уралу».

### Радіоелектронне обладнання
Основою радіоелектронного обладнання корабля був комплекс радіорозвідки та радіолокації «Корал». Основним завданням системи «Корал» було забезпечення контролю й аналізу параметрів ракетного озброєння противника на етапі його випробувань: типу МБР і БРПЧ, координати старту балістичної ракети, дальність польоту, стартова вага і вага об'єктів доставки, кількість боєголовок, тип ракети-носія, тип космічного об'єкта, час старту, факт маневру боєголовок, географічні координати старту протиракети, факт перехоплення боєголовки протиракетою, типи РЛС, які працюють по складній балістичній цілі та їх координати, координати місць падіння боєголовок. Для вирішення цих завдань комплекс мав об'єднати інформаційні засоби різних призначень і діапазонів (радіолокаційних, оптикоелектронних, телеметричних, засобів радіо- і радіотехнічної розвідки) в єдину автоматизовану систему.
Основними засобами вимірювання і спостереження «Корала» були спеціально спроектована багатоканальна РЛС «Атол» сантиметрового діапазону, призначена для спостереження за випробуваннями складних балістичних цілей на морських полігонах США та інших держав, визначення сигнальних і траєкторних характеристик бойових блоків (головний конструктор Груздєв В. В.). Антена РЛС «Атол» із повноповоротною ФАР з випромінюючим розкривом близько 8 метрів розташовувалася у великому 19-метровому сферичному обтічнику над носовою частиною надбудови. Інший комплекс — «Неман» з активними хвилеводними ФАР розкривом 5×5 м², призначений для відстеження запусків балістичних ракет, стеження за супутниками тощо. Крім того, для стеження за запусками ракет у видимому й інфрачервоному діапазонах довжин хвиль на кораблі мався оптико-електронний комплекс «Лебідь» (головний конструктор В. І. Дьяков) із діаметром дзеркала об'єктива близько 1,5 метри — «Лебідь» міг засікати пуск міжконтинентальної ракети з відстані в кілька сотень кілометрів. Раннє виявлення та супровід цілей за випромінюваннями їх бортових передавачів і вироблення попередньої цілевказівки для «Атола» і «Лебідя» забезпечував комплекс телеметричних засобів «Стрілець», розроблений А. Л. Косогором. Комплекс засобів радіотехнічного спостереження «Рак» (головний конструктор Орлов Г. М.) забезпечував вимірювання параметрів працюючих РЛС і викриття режимів їх роботи, а комплекс засобів радіоспостереження «Тілець» (головний конструктор Новіков О. М.) забезпечував отримання інформації з різних каналів зв'язку органів управління, включаючи супутникові канали зв'язку.
Обробку телеметричної інформації здійснював центральний командно-обчислювальний пункт системи. Разом із командно-обчислювальними пунктами комплексів він призначався для забезпечення централізованого управління вимірювальними засобами, збору, обробки, реєстрації та відображення інформації. Обчислювальний комплекс включав дві ЕОМ типу «Ельбрус» (один з них здійснював обробку даних комплексу «Атол»), і декілька ЄС-1046.
На кораблі були встановлені також найсучасніші на вісімдесяті роки XX століття комплекси радіотехнічної розвідки «Прохлада», «Октава», «Зодіак», а також комплекс РЕР «Профіль-М», радіопеленгатори Р-715 «Заря» та Р-707 «Візір». «Корал» був пов'язаний із декількома радіоелектронними системами, як то РЛС виявлення повітряних і надводних цілей МР-750 «Фрегат-М2», навігаційною РЛС МР-212/201 «Вичегда-У» та іншими. Засоби гідроакустичної розвідки — гідроакустичний комплекс МГК-335МС «Платина-МС» з підкильною ГАС, занурювана ГАС МГ-747 «Амулет». Система зв'язку — комплекс космічного зв'язку «Кристал-БК», комплекс зв'язку «Тайфун-2С».
Ще одна група спеціальних засобів забезпечувала працездатність комплексу і корабля-носія. До неї входили комплекс «Альфа-1941», призначений для вироблення сигналів про кути хитавиці корабля і складових лінійної швидкості, комплекс «Радіан-3», призначений для автоматичного вимірювання деформацій корпусу корабля в місцях розміщення антенних і зовнішніх пристроїв системи «Корал» та корабельна ремонтна база.

### Озброєння самооборони
Розвідувальні кораблі, по суті будучи суднами допоміжного флоту, не є бойовими кораблями в прямому значенні цього поняття. Втім оскільки великий атомний розвідувальний корабель був важливою ціллю для противника, він був оснащений комплексом оборонного озброєння — по одній 76-мм артилерійській установці АК-176М в носі і кормі (система управління — РЛС управління вогнем МР-123 «Вимпел»), для боротьби з високошвидкісними цілями і крилатими ракетами — чотирма шестиствольними 30-мм артустановками АК-630 і чотирма двоствольними 12,7-мм кулеметними установками «Утьос-М». На кораблі були встановлені і засоби протидиверсійної оборони — чотири установки комплексу «Дождь» для стрільби спеціальними глибинними бомбами проти підводних диверсантів. Також на кораблі були переносні зенітні ракетні комплекси «Ігла» і легке протидиверсійне озброєння.
Корабель мав злітний майданчик і ангар для вертольота Ка-27 або його цивільної модифікації.

## Експлуатація

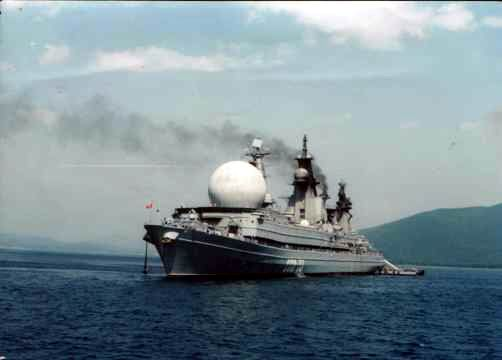
«Урал» в затоці Стрілець. 1990 рік

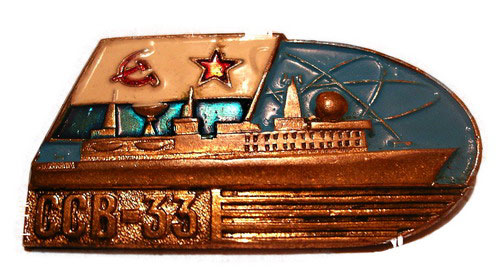
Нагрудний знак ССВ-33

При виході «Уралу» на державні випробування, крім 930 постійних членів екіпажу на кораблі перебувало близько півтори тисячі представників промисловості. Більшість із них залишалася на судні в міжтеатровому переході корабля з Ленінграду в пункт постійного базування Тихоокеанський (Шкотово-17) на Тихоокеанському флоті. Перехід з Балтійського моря через Атлантичний, Індійський і Тихий океани «Урал» розпочав у серпні 1989 року. Командиром походу був командир корабля капітан I рангу І. Кешков. Під час переходу система «Корал» і її розвідувальні комплекси спільно експлуатувалися екіпажем і членами експедиції промисловості, начальником якої був О. Золотов з Ленінградського ВО «Граніт». Науково-технічним керівником експедиції був перший заступник головного конструктора системи «Корал» А. Овсянніков.
На переході морем продовжувалося налагодження радіоелектронних засобів корабля, апробація роботи засобів радіотехнічної розвідки в бойових умовах. Відповідно до завдання на похід, розвідувальні засоби системи «Уралу» вели постійне спостереження за іноземними РЛС, системами зв'язку, літаками, кораблями, штучними супутниками землі на маршруті переходу. 8 серпня РЕЗ «Уралу» був зафіксований старт шатлу «Колумбія» з космодрому на мисі Канаверал та виведення ним на орбіту двох військових супутників. Протягом походу проводилося налагодження і доведення комплексу «Корал» і ЕОМ «Ельбрус», комплексні бригади з фахівців під час плавання усували неполадки систем і механізмів: давала збої система охолодження ядерного реактора, некоректно працював комп'ютерний комплекс, деякі комплекси збору інформації; виник крен у п'ять градусів на лівий борт, який так і не вдалося ліквідувати. Налагодження комп'ютера «Ельбрус», який «не хотів входити в робочі параметри», очолив вчений Володимир Анікеєв. Втім, «Корал» і «Ельбрус» так і не запрацювали в штатному режимі навіть після приходу в пункт базування корабля.
На переході «Урал» супроводжував один із радянських атомних підводних човнів. На шляху «Урал» здійснив захід у в'єтнамський порт Камрань, де на той час розташовувався радянський пункт матеріально-технічного забезпечення. Через 59 днів після виходу з Ленінграда «Урал» зайшов у затоку Стрілець під Владивостоком у двох кілометрах від селища Тихоокеанський, де став на бочки — для «Урала», як і для двох інших великих кораблів ТОФ авіаносних крейсерів «Мінськ» і «Новоросійськ», не було причальної стінки достатнього розміру, і тому більшу частину часу корабель перебував на якірній бочці в затоці Стрілець, випрацьовуючи ресурс машин і механізмів.
Після включення до складу Тихоокеанського флоту, екіпаж корабля почав підготовку до бойового походу в район випробувального ракетного полігону США на атолі Кваджелейн. Однак цей похід так і не відбувся. Довгий час екіпаж, навіть за допомогою фахівців Балтійського заводу, не міг усунути несправність у системі охолодження корабельного ядерного реактора. Проблему експлуатації ядерної енергетичної установки та основних комплексів системи «Корал» ВМФ не міг вирішити протягом декількох років. У 1992 році були заглушені ядерні реактори корабля. Сам атомохід, щоб уникнути повторного зриву з бочок і дрейфу за зовнішній рейд, зняли з бочок, поставили до віддаленого пірсу в бухті Абрек і перетворили на офіцерський гуртожиток. У 1993 апаратура була законсервована, а технологічні приміщення і бойові пости заварені. Росія була не здатна експлуатувати і підтримувати в бойовому стані гіганта «холодної війни» — від численної команди «Уралу» на кораблі консервації залишилося близько двох десятків людей, майно і обладнання поступово розкрадалося. Деякий час «Урал» використовували як плавучу казарму, через що не без іронії абревіатуру ССВ стали розшифровувати як «спеціальний спальний вагон». 27 грудня 2002 року «Урал» виведений зі складу флоту і списаний. З того часу корабель безуспішно намагаються утилізувати.

### Командири корабля
- Капітан 1 рангу Кешков (1983—1991)
- Капітан 2 рангу Яріш (1991—1992)
- Капітан 1 рангу Туган-Барановський (1992—1995)
- Капітан 1 рангу Максимчук (1995—1997)
- Капітан 1 рангу Стуканев (1997—2000)
- Капітан 1 рангу Гранін (2000—2002)
- Капітан 1 рангу Бакунець (2002—2005)

### Аварії та корабельні пригоди
На стадії будівництва на кораблі не відбулося жодного аварійного випадку з вини екіпажу. Єдиний випадок невеликого загоряння на ГКП, швидко ліквідованого силами екіпажу, стався з вини заводської зварювальниці, яка здійснювала зварювальні роботи без належного забезпечення. Перший екіпаж пройшов серйозну і тривалу підготовку до експлуатації такого складного корабля.[джерело?]

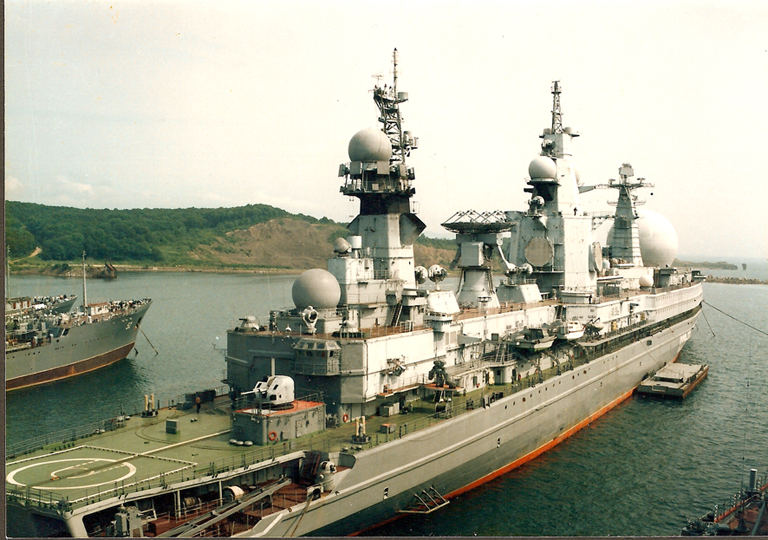
«Урал» підготовлений до відвідання Міністром оборони РФ Павлом Грачовим

Через те, що корабель весь час був на бочках і берегове живлення на нього не подавалося, електро- і парогенератори безперервно працювали, випрацьовуючи свій ресурс. Улітку 1990 року в кормовому машинному відділенні «Уралу» сталася пожежа — імовірно, внаслідок короткого замикання зайнялися кабельні траси, потім вогонь перекинувся на агрегати машинного відділення. Пожежу вдалося загасити, але кормовий паровий котел був виведений із ладу. Понад рік енергією корабель забезпечував тільки один котел, але восени 1991 року згорів і він. Після цього кілька місяців всю енергію кораблю давали аварійні дизель-генератори, а корабель із погашеними ядерними реакторами остаточно втратив хід. Восени 1991 року під час потужного шторму «Урал» зірвало з якірної бочки і винесло у відкрите море. Буксири вийти в море не могли, нормативний час запуску корабельних машин — від години до півтори години. Знерухомлений і безпорадний корабель продрейфував лише в сотні метрів від кам'янистого берега острова Путятіна. Повернути знерухомлений корабель на місце вдалося лише через кілька годин. 14 травня 1992 року під час пожежі головного артилерійського арсеналу Тихоокеанського флоту «Урал» перебував у 1,5-2 км від місця загоряння. Втім екіпаж корабля під шквальним вогнем, вночі, при підтримці лише одного буксира, зміг відвести його на безпечну відстань.

## Утилізація
У 2001 році за результатами обстеження конструкції і апаратури, а також аналізу перспектив використання корабля командування ВМФ РФ ухвалило рішення не відновлювати корабель — 27 грудня 2002 року «Урал» виведений зі складу флоту. У 2008 році відбувся перший тендер на утилізацію корабля і його ядерної енергоустановки — «Урал» відбуксирували у Великий Камінь на завод Помилка Lua у Модуль:Не_перекладено у рядку 253: attempt to index local 'neededTitle' (a nil value)., де у 2009 році з реакторів корабля було вивантажене ядерне паливо.
Утім Далекосхідний завод «Звєзда», куди списаний «Урал» був переданий для розбирання, не зміг повністю впоратись зі завданням утилізації корабля. Наступні безрезультатні тендери на його утилізацію відбувались у 2010, 2012, 2014 роках. Причина — завод «Звєзда», де починалася утилізація корабля, не здатний підняти його на стапель для оброблення — масогабаритні характеристики «Урала» перевищують можливості верфі. При цьому відвести його на інше підприємство теж неможливо — вже проведений демонтаж корпусних конструкцій і обладнання «негативно впливає на безпеку буксирування корабля морем». Інша проблема — ядерний реактор: у Тихоокеанському регіоні Росії відсутні підйомні крани вантажопідйомністю понад 1500 тонн, внаслідок чого при утилізації корабля не забезпечується вивантаження блоків атомних парогенераторних установок у зборці (енергетична установка важить 3500 т). Радіоактивне обладнання мають вирізати з корпусу судна і по частинах упаковувати в захисні комплекти — Росія не має технологій і потужностей для проведення таких робіт.
У червні 2012 року генеральний директор ФДУП «Росатомфлот» держкорпорації «Росатом» В'ячеслав Рукша заявив про наміри використовувати обладнання і силову установку «Уралу» для ремонту діючих атомних криголамів (ймовірно мова йшла про зацікавленість у трубних системах парогенераторної установки — парогенератор «Уралу» ПГ-28 аналогічний до парогенераторів, використовуваних в криголамах типу «Арктика»), утім озвучене так і не було реалізоване.
У лютому 2016 року був оголошений черговий тендер на утилізацію «Урала», його вартість становить 1 мільярд рублів. Утилізувати корабель і його енергетичну установку до кінця 2020 року взявся 30-й судноремонтний завод. 21 серпня 2016 року ССВ-33 «Урал» був відбуксований із бухти Абрек до 30-го СРЗ у бухті Чажма для розділки. 3 грудня 2016 в корпусі ССВ-33 «Урал», який стояв на розборці біля причалу проммайданчика Чажминського СРЗ, відбулася велика пожежа.

## Різні факти
- У російському і радянському флотах вже існували кораблі з ім'ям «Урал»: у XVIII — XIX століттях в складі різних флотів Російського флоту було декілька транспортів і колісний пароплав з таким ім'ям. Зокрема, в Цусимській битві брав участь допоміжний крейсер «Урал»[ru]; під час Другої світової війни на Балтиці воював мінний загороджувач «Урал»[ru].
- Завдяки своїй унікальній конструкції «Урал» є єдиним сучасним трищогловим бойовим кораблем у світі, якщо не брати до уваги навчальні вітрильники[8].
- ВАРЗК «Урал» отримав бортовий номер ССВ-33. Абревіатура ССВ слугувала легендою прикриття і розшифровується, як «судно зв'язку» — так у ВМФ СРСР відкрито класифікували розвідувальні кораблі[2].
- Флотські жартівники-нумерологи пов'язували незавидну долю корабля з номером проекту 1941, натякаючи на перший, безславний, рік Німецько-радянської війни. Існував також жарт, що на злу долю «Уралу» вплинув зв'язок між назвами проекту «Титан» та його розробника КБ «Айсберг» (натяк на загибель «Титаніка» від зіткнення з айсбергом)[8].